# Józef Opalski
Józef Opalski (ur. 20 marca 1947 w Krakowie) – teatrolog, muzykolog, literaturoznawca, publicysta, reżyser teatralny, organizator festiwali, pedagog. Wykładowca na Wydziale Polonistyki Uniwersytetu Jagiellońskiego, profesor krakowskiej Akademii Sztuk Teatralnych im. Stanisława Wyspiańskiego w Krakowie. W środowisku znany jako „Żuk”.

## Odznaczenia i nagrody
- Złoty Krzyż Zasługi
- Srebrny Medal „Zasłużony Kulturze Gloria Artis” (2006)[2]
- Złoty Laur za mistrzostwo w sztuce
- Nagroda Fundacji im. Karola Szymanowskiego
- Nagroda Ministra Szkolnictwa Wyższego (dwukrotnie, za książki „Chopin i Szymanowski w literaturze dwudziestolecia międzywojennego” i „Rozmowy o Konradzie Swinarskim i «Hamlecie»”)
- Nagroda Miasta Krakowa (2011)